# جاناتان اوتی‌تی
جاناتان اوتی‌تی (به انگلیسی: Jonathan Ott) (زادهٔ ۱۹۴۹ هارتفورد کنتیکت) یک مردم گیاه‌شناس، نویسنده، مترجم، ناشر و پژوهشگر در حوضهٔ گیاهان انتیوژن است. واژهٔ انتیوژن را نخستین بار او بکار برد.